# Cartucho (áudio)
Cartucho ou Stereo 8 é uma tecnologia de armazenamento de áudio baseada em fita magnética. Um cartucho é semelhante a uma cassete, mas apresenta um tamanho ligeiramente superior. Tem a particularidade de a ser gravado em formato "fechado", ou seja, não é necessário rebobinar visto que assim que atinge o fim recomeça automaticamente do princípio. Possui 4 programas estereofónicos, cada um com duas pistas de áudio, daí o nome Stereo 8, aludindo ao facto de existirem 8 pistas de áudio na fita magnética.
Foi popular nos Estados Unidos entre a segunda metade da década de 1960 e início da década de 1980. Também existiu na Europa, embora tenha sido menos popular.
Os cartuchos eram vendidos já pré-gravados e eram usados inicialmente apenas em rádios automotivos. Posteriormente foram introduzidos leitores portáteis e de sala. 
A tecnologia foi criada em 1958 por um consórcio liderado por Bill Lear da Lear Jet Corporation e que incluíu também as empresas Ampex, Ford Motor Company, General Motors, Motorola e a RCA Victor Records (RCA). Foi uma tecnologia derivada dos cartuchos de quatro pistas Muntz Stereo-Pak, criados anteriormente por Earl "Madman" Muntz.

## Utilização

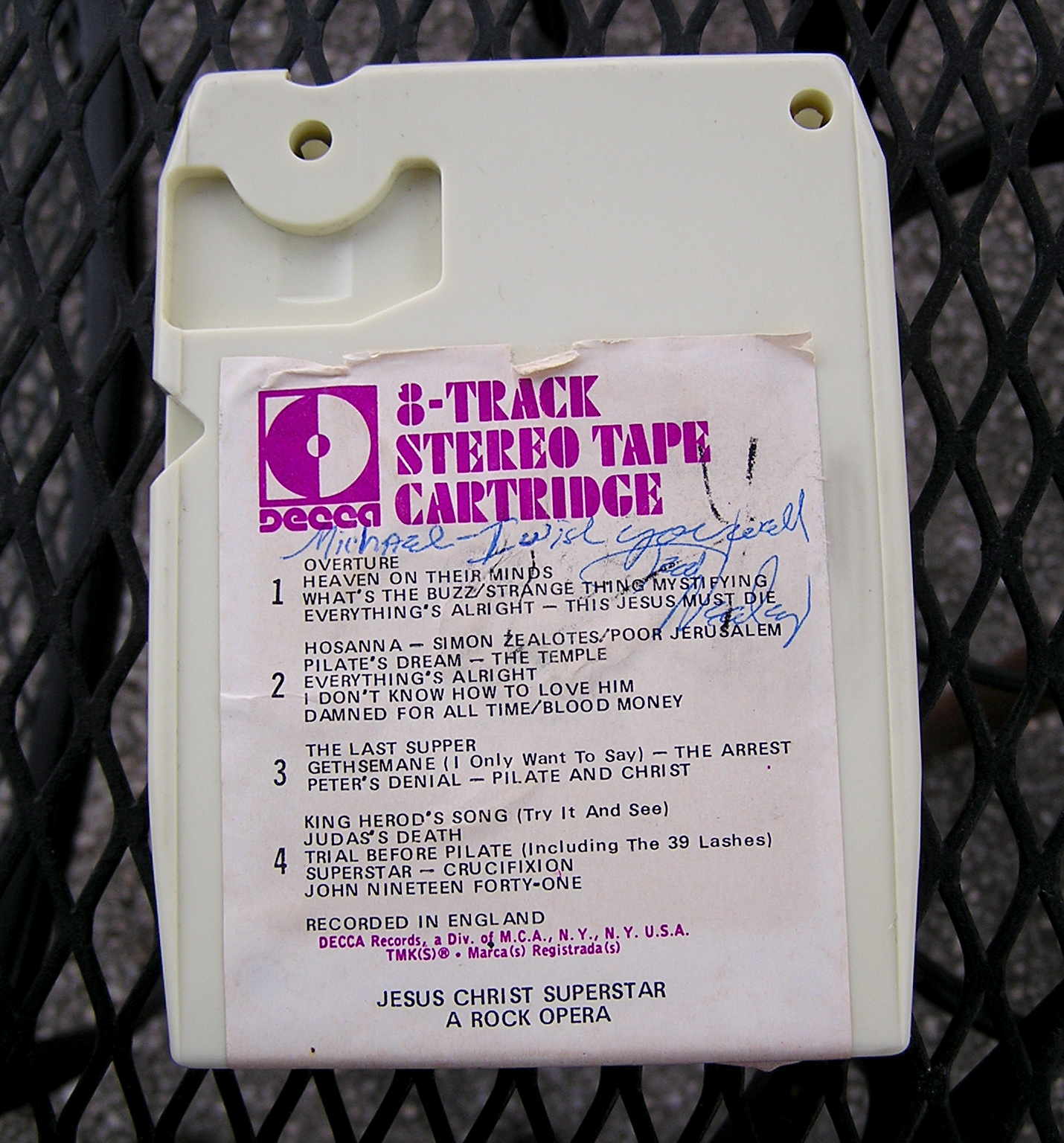
Cartucho

Os cartuchos foram desenhados para serem fáceis de usar, contrastando com o seu antecessor de fita bobina a bobina. Assim, o utilizador não tem que manusear a fita directamente, bastando-lhe manusear o cartucho que contém a fita. 
Normalmente, o utilizador introduz o cartucho na ranhura do leitor apropriada para o efeito, dando-se início à reprodução automaticamente. Tipicamente existe um botão de selecção de programa, que permite ao utilizador alternar entre os 4 programas disponíveis. Quando um programa chega ao fim, o leitor passa automaticamente ao programa seguinte, continuamente, sem nunca parar. Cada programa inclui, normalmente, um número reduzido de músicas. Não existe a possibilidade de rebobinar um cartucho, devido a impossibilidade técnica. Nalguns leitores existe a possibilidade de avanço rápido.

## Aspectos técnicos

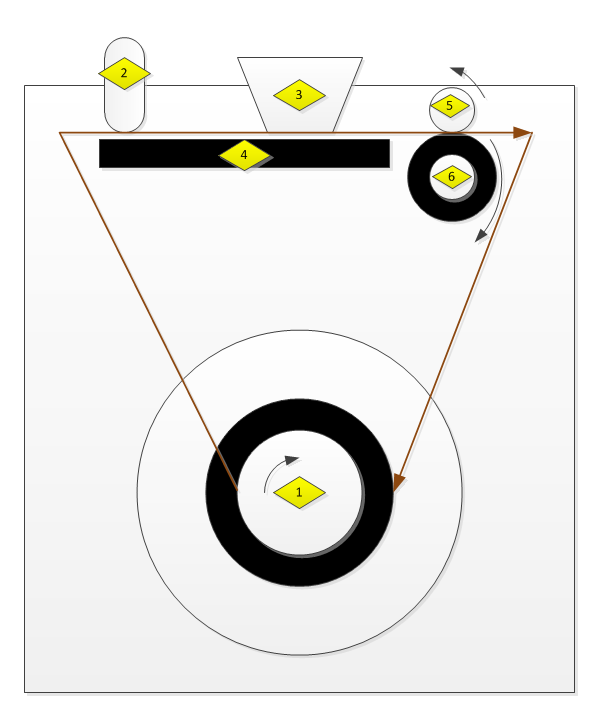
Reprodução de um cartucho áudio

Os cartuchos possuem uma fita magnética de 1/4 de polegada de espessura, enrolada de forma contínua à volta de uma única bobina. A junção das duas pontas da fita faz-se através de uma folha de metal de uma polegada de comprimento, utilizada para marcar a mudança de programa. A fita encontra-se dividida em 8 pistas magnéticas, 2 para cada programa estéreo. 
A fita move-se devido à acção do cabrestante (5), que sendo accionado por um motor, vai rodando a fita a medida que a pressiona contra o cilindro de pressão (6), a uma velocidade de 3 3/4 polegadas por segundo.
Quando a bobina roda, a fita sai do centro (1), passa pelo topo do cartucho junto a uma esponja (4) e volta a entrar pelo lado oposto, voltando a enrolar-se na parte exterior da bobina. Quando a folha de metal passa pelo solenoide (2), é detectada a altura de se efectuar uma mudança de programa, que se concretiza movendo a cabeça de leitura (3). Esta cabeça é responsável por descodificar os sinais magnéticos gravados na fita. A mudança de programa provoca um forte clique que se ouve fora do aparelho. Como se pode notar, a fita pode continuar a rodar continuamente.

### Organização dos programas na fita

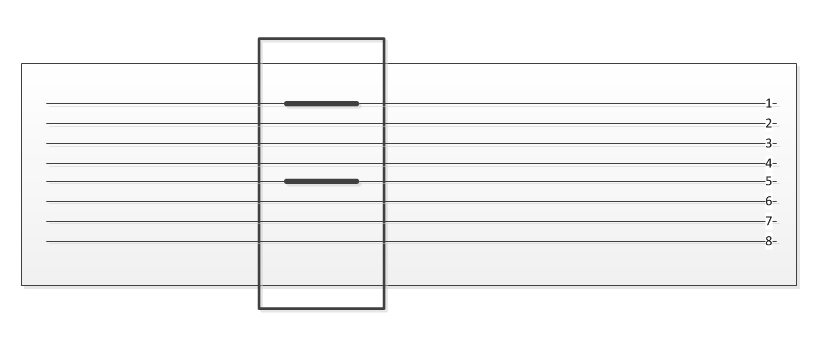
Pistas na fita magnética de um cartucho

Os programas estão organizados na fita da seguinte forma:
- Programa 1: Pistas 1 e 5
- Programa 2: Pistas 2 e 6
- Programa 3: Pistas 3 e 7
- Programa 4: Pistas 4 e 8

Quando se muda de programa, a cabeça move-se, alinhando-se com as pistas certas. Note-se que a mudança de programa tanto pode ser feita automaticamente (como descrito mais acima) ou manualmente, através de um botão existente nos leitores para esse efeito.

### Consequências da divisão em 4 programas
O nascimento dos cartuchos trouxe consigo o problema de ajustar o conteúdo desenhado para um disco vinil LP com 2 lados para 4 programas. Frequentemente foi necessário partir músicas em 2 partes (a quebra era normalmente feita durante uma pausa instrumental ou entre repetições de um refrão). Muitas vezes também era necessário trocar a ordem das músicas, mudar o seu comprimento ou introduzir grandes períodos de silêncio, tudo de modo a ajustar a duração das músicas à duração de um programa na fita.
Alguns cartuchos incluíram conteúdo extra, como por exemplo o álbum Berlin de Lou Reed e o álbum Animals dos Pink Floyd.
Muito raramente, os cartuchos reproduziram igualmente o conteúdo do LP correspondente. Alguns exemplos incluem Quadrophenia dos The Who, Days of Future Passed dos The Moody Blues, The Concert in Central Park por Simon & Garfunkel.